# اثر انگشت

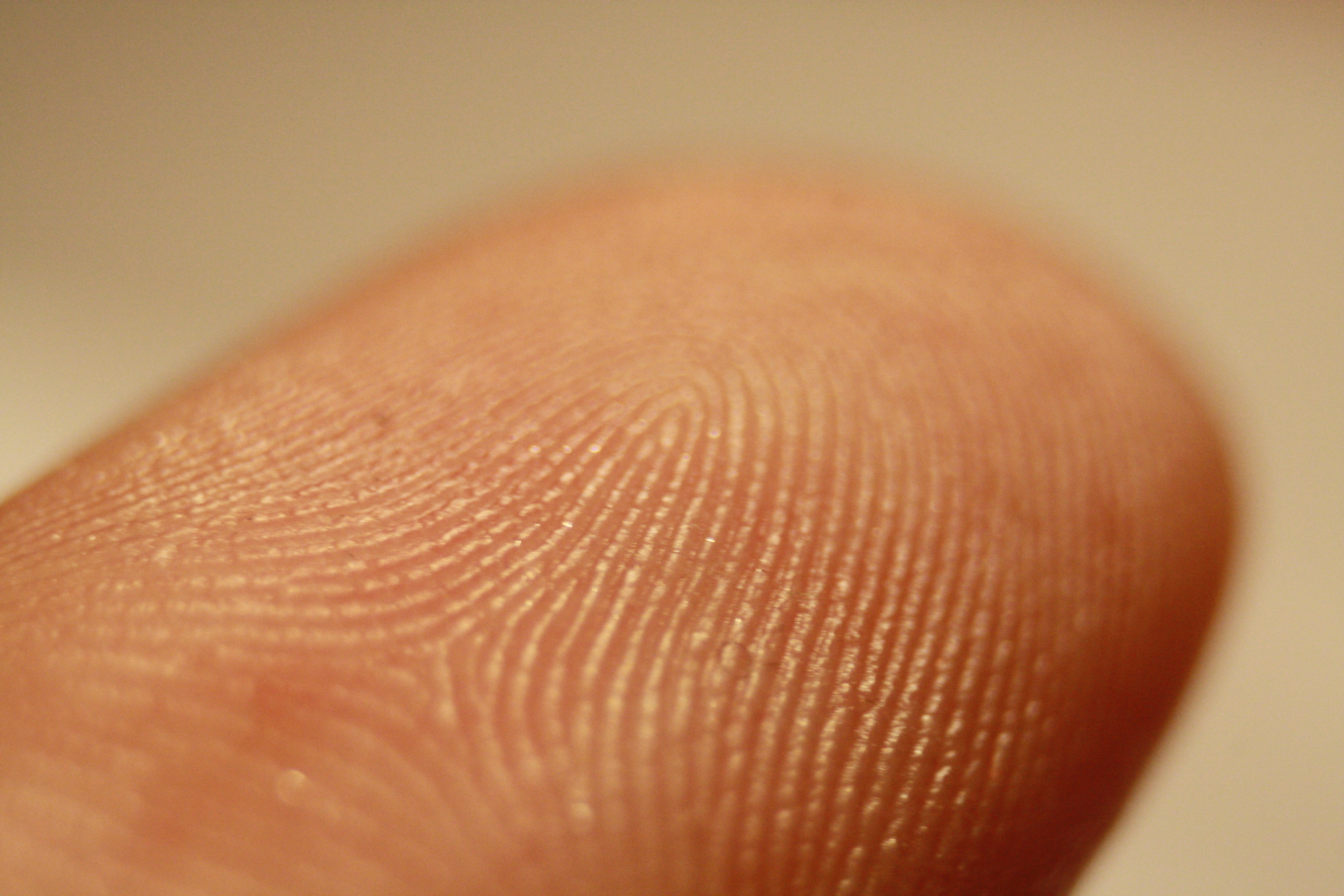
نمایی نزدیک از برجستگی‌های موسم به اثر انگشت بر روی انگشت انسان

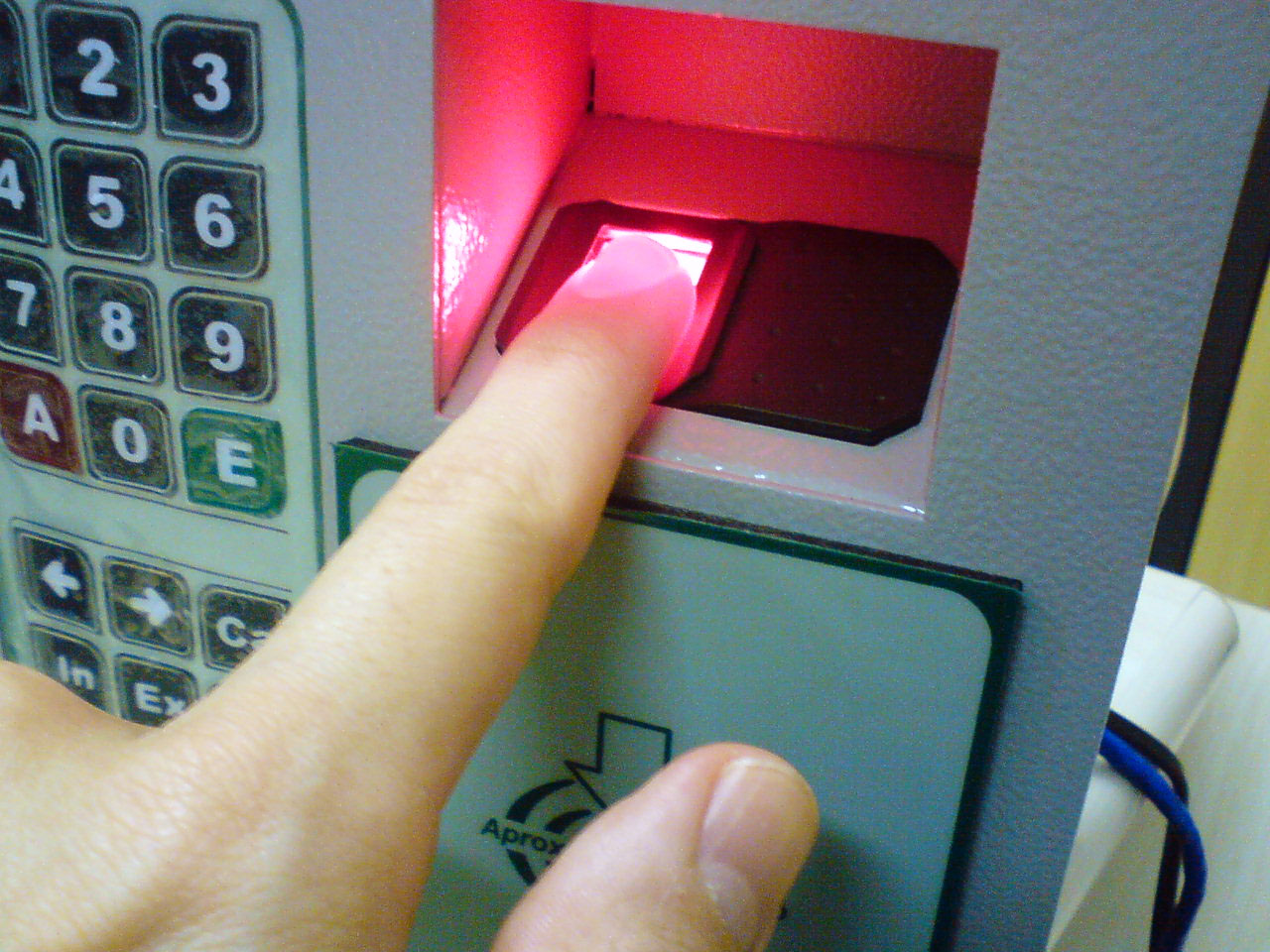
امروزه در بسیاری از کشورها برای خواندن و ثبت اثر انگشت، از دستگاه‌های پیشرفته استفاده می‌شود
اثر انگشتهای یک دست کاملا یکسان وشبیه یکدیگرند.

اثر انگشت در انسان، اثری از سایش شیارهای پایانهٔ انگشت است. با توجه به اینکه هیچ دو انسانی اثر انگشت مشابه ندارند، می‌توان از این اثر برای شناسایی افراد بهره‌برد. اثر انگشت برجستگی‌های بسیار ریز (قابل رؤیت با چشم غیر مسلح) است که در لایه اپیدرم پوست کف دست‌ها و پاها وجود دارد. به علت ترشحات چربی زیر پوست این آثار انگشت بر اجسام صاف قرار می‌گیرد که همچنین برای وضوح آن می‌توان از پودری استفاده کرد که جذب این چربی‌ها شده و آن‌ها را به صورت واضح نمایان سازد. اثر انگشت افراد منحصربه‌فرد است و در طول عمر فرد تغییر نمی‌کند، بنابراین می‌توان از آن به عنوان یک امضا یا ابزار تشخیص هویت استفاده کرد. همچنین، اثر انگشت افرادی که قهوه می‌نوشند، افراد سیگاری و مصرف‌کنندگان مواد مخدر در علوم قانونی و با کمک روش نانو ذرات طلا قابل تشخیص و تمایز است
این روش در تعیین هویت از دقت ۱۰۰٪ برخوردار بوده و حتی در دوقلوهای یکسان (تک‌تخمکی) نیز اثر انگشت متفاوت است. به‌گونه‌ای که امکان شباهت اثر انگشت دو نفر انسان، یک شصت و چهار میلیاردم می‌باشد.
ایجاد اثر انگشت یک صفت ارثی- محیطی است که هر عامل قبل از تولد می‌تواند بر آن اثر گذارد مانند فشارهای روحی و روانی بر مادر و حتی فشاری که نوزاد وقت تولد متحمل می‌شود و حتی کمی تفاوت در درازای بند ناف باعث تغییر خطوط سرانگشت می‌شود. اثر انگشت کمی پس از تولد کاملاً تثبیت شده و غیرقابل تغییر است.
در انگشت نگاری مشخصات نقاطی که در آن‌ها خطوط ریز انگشت با هم تلاقی داشته‌اند، انشعاب داشته‌اند یا پایان یافته‌اند بررسی می‌شود. اثر انگشتان یک دست یا دو دست هیچ شباهت یا رابطه‌ای با هم ندارند به همین دلیل در تشخیص هویت و انگشت نگاری از همه انگشتان دو دست نمونه برداری می‌شود. از انواع اثر انگشت‌های نا موزون و غیر متداول می‌توان به اثر انگشت شست پای مرکب (سه کله ای) اشاره کرد که به صورت موروثی در یک گروه مذکر از یک خانواده شایع است. البته باید گفت اثر انگشت شست پای مرکب بسیار نادر است و عموماً تنها در یکی از انگشتان پا اتفاق افتاده و موروثی ادامه می‌یابد.
لازم به توضیح است تعداد شیار های اثر انگشت بین ۱۵ تا ۲۰ شیار در ۱۰ میلیمتر می باشد که بستگی به سن و جنسیت در افراد بالغ متغیر است و همچنین گرما و سرما و همچنین بعضی بیماریهای در این تعداد تاثیر گذار خواهد بود با اصالت ترین مقایسه دو اثر انگشت حداقل سه نقطه از هر دو اثر انگشت با برهم نهشت آنها مورد بررسی قرار میگیرد مانند دو مثلث مشابه در حالت سه ضلع و یا سه زاویه با توجه به خطا و یا تلرانس قابل قبول می باشد در اثر انگشتی که با مرکب روی کاغذ زده شده است شاید اثری از چربی پوست نباشد.
در توضیح اینکه آیا اثر انگشت قابل جعل است؟ یا نه؟ باید گفت فقط با انگشت فرد مورد نظر قالب گیری  سریع با استفاده از چسب حرارتی قبل از سرد شدن کامل میتوان استفاده کرد.در سایر موارد حتی با اسکن لیزر هم نمیتوان یک قالب قابل قبول از اثر انگشت تهیه کرد چرا که متریال قابل استفاده برای این قالب دارای خواص بسیار خاص بوده که نه در دسترس می‌باشد و نه تولید آن توجیه دارد.

## تاریخچه
هفت‌هزار سال پیش‌از میلاد مسیح، کوزه گران چینی از اثر انگشت شست خود جهت مشخص نمودن کوزه‌ها و آثارشان استفاده می‌کردند. تاریخ‌نگار و پزشک ایرانی رشیدالدین فضل‌الله همدانی در کتاب جامع التواریخ بیان کرده‌است که چینی‌ها از اثر انگشت برای تشخیص هویت هم استفاده می‌کرده‌اند. وی در ادامه ذکر می‌کند که تجربه نشان داده‌است که اثر انگشت دو نفر کاملاً شبیه هم نیست. کتاب‌ها و متون یافته شده در کاوشهای باستانی چین، عمدتاً دارای مهری سفالینه منقش به اثر انگشت پدیدآورنده کتاب بوده‌است. در هزاره دوم پیش‌از میلاد نیز در کاوش‌های بابل، به لوح‌های گلی مربوط به ثبت اثر انگشت افراد اشاره شده‌است. با ابداع کاغذ و ابریشم در چین، قراردادهای رسمی با فشردن دست بر روی اسناد مهر می‌گردید. ۸۵۰ سال پس از میلاد یک بازرگان عرب با نام ابو زید حسن شاهد رسمیت یافتن اسناد وامها در چین بوده‌است. تا سال ۷۰۲ قبل از میلاد، ژاپنی‌ها نیز از روش چینی‌ها برای رسمیت بخشیدن به اسناد استفاده می‌کردند.
گرچه احتمالاً مردم در دوران باستان نمی‌دانستند که اثر انگشت می‌تواند افراد را به صورت منحصربه‌فرد شناسایی نماید، اما در زمان حمورابی، کسانی که دستگیر می‌شدند انگشت نگاری می‌شدند. رشیدالدین همدانی، طبیب برجسته ایرانی در کتاب جامع التواریخ به رسم چینی‌ها در شناسایی افراد از طریق اثر انگشت اشاره کرده و توضیح داده‌است که «شواهد و تجربیات نشان می‌دهد که هیچ دو نفری اثر انگشت کاملاً یکسان ندارند». در این زمان در ایران نیز از اثر انگشت شست برای مهر نمودن اسناد استفاده می‌کردند. همچنین بر دیوار مقبره‌های باستانی مصر و یونان نیز آثار انگشت یافت شده‌است.
در اوایل قرن بیستم استفاده از تکنیک‌های تشخیص اثر انگشت برای تحقیقات جنایی در غرب با الهام از تمدن شرق متداول گشت. در آن زمان لازم بود تصویر هر ۱۰ انگشت با جوهر خاصی ثبت گردد. اما در اواخر دهه ۱۹۶۰، ابداع سیستم‌های ثبت اثر انگشت زنده (به صورت الکترونیکی) Live-Scan Systems انقلابی در صنعت تشخیص اثر انگشت به وجود آورد. به سرعت پایگاه‌های داده از اثر انگشت افراد ایجاد شد و پژوهشگران هر روز فناوری تازه‌ای معرفی می‌کردند که با دقت و سرعت بیشتری فرد مور نظر را از بین انبوهی از افراد شناسایی می‌کرد.
با پیشرفت تکنولوژی، تبهکاران نیز دست به کار شده و روش‌های پیچیده‌ای از تقلب Fake Fingerprint را ابداع نمودند. ساده‌ترین روش تقلب، ثبت اثر انگشت فرد بر روی کاغذ (۲ بعدی) است. فناوری با ترکیب روش‌های امنیتی (الکترواستاتیک، ترمودینامیک و…) مختلف به جنگ تقلب در سیستم‌های امنیتی رفته‌است.
امروزه تشخیص اثر انگشت به عنوان دقیقترین و سریعترین روش بیومتریک در جهان نظیر کاربردهای امنیتی در سیستم‌های کنترل دسترسی و کاربردهای تجاری نظیر ساعت‌های حضور و غیاب کاربرد بسیاری دارد.

### تحقیقات علمی
زمانی که برای اولین بار انگشت‌نگاری برای تشخیص ها هویت به کار رفت، بعضی از وکلای دادگستری ایراد گرفتند که ممکن است آثار انگشتانی پیدا کرد که یکسان باشند ولی فرانسیس گالتون، انسان‌شناس معروف انگلیسی در جستجوهای خود راجع به اثر انگشت و موضوع وراثتی بودن آن به این نتیجه رسید که نقوش سرانگشت توارثی نیست و در کتاب آثار انگشتان از طریق علوم ریاضی ثابت کرد که ممکن نیست بتوانید اثرات انگشت مشابه بیابید. پس از گالتون نیز دانشمند دیگری به نام فورژ و در سال ۱۷۹۲ مطالعه‌ای را روی خانواده‌هایی که ازدواج فامیلی در آن‌ها رسم بود، آغاز کرد و تا سه نسل پیش رفت اما در نهایت به این نتیجه رسید که اثرات انگشت مشابه وجود ندارد.
آنچه که درباره منحصربفرد بودن اثر انگشت می توان گفت اینست که اگر نقاط کلیدی اثر انگشت تا 15٪ مشابه باشد میتوان گفت این اثر انگشت ها با ضریب بیش از 98٪ متعلق به یک نفر می باشد.از آنجاییکه این مقایسه بین دو اثر انگشت یکی بعنوان رفرنس و دیگری نمونه مورد آزمایش تطبیق در نظر گرفته میشود و تشابه ساختار گرافیکی مورد بررسی قرار می گیرد،دقت مقایسه دو اثر انگشت بسیار بالا می باشد، هر چند بسیاری از شرکت ها با نرم‌افزار های تحت عنوان مقایسه بیومتری مدعی دقت مقایسه دو اثر انگشت هستند ولی با دستگاه های ساده ذره بین دار به راحتی اصالت اثر انگشت ها حتی برای افراد غیر کارشناس هم قابل تشخیص می باشد.از جمله عواملی که در ساختار گرافیکی اثر انگشت با مرکب میتوان تاثیر گذار باشد میتوان به دمای هوا، نوع مرکب از نظر متریال ،غلظت مرکب ،مایع رقیق و یا غلیظ کننده،جنس نمد استامپ ،ونحوه آغشته کردن انگشت به مرکب ،مقدار ونحوه فشار وارده به کاغذ  نام برد.بعضی از بریدگی های عمیق نیر کمی ساختار اثر انگشت را تغییر میدهد که این تغییر در ساختار کلی اثر انگشت را تحت تاثیر قرار نمی دهد.

## کاربرد
طی سال‌های اخیر وبا توجه به ارزانی و دردسترس بودن وسایل و تجهیزات مربوط به خوانش و ثبت اثر انگشت، تقریباً در همه گروه‌های کاری از آن استفاده می‌شود. از اثر انگشت برای تشخیص هویت افراد در موارد مختلف استفاده می‌شود و به عنوان مثال تشکیل پرونده‌های قضایی افراد یا دستگاه‌های حضور غیاب پرسنل یا ورود به سیستم بعضی از رایانه‌ها یا تلفن همراه از اثر انگشت برای تشخیص هویت یا صاحب دستگاه استفاده می‌شود.
از کاربردهای مهم انگشت‌نگاری، می‌توان به کنترل روند اقامتهای طولانی‌مدت در کشورهای دیگر، توسط اداره مهاجرت کشور میزبان اشاره نمود.
طبق قوانین مهاجرتی، هرگاه تبعهٔ خارجی قصد اقامت بلندمدت را در کشوری میزبان داشته‌باشد، موظف به انگشت‌نگاری و ثبت اطلاعات فردی در سیستم رایانه‌ای است. هرچند جمهوری اسلامی ایران، این مورد را توهین به شهروندان خود می‌انگارد. اما بر طبق قوانین تازهٔ بین‌المللی، برای سفر به برخی کشورها، انگشت‌نگاری یک امر بدیهی و طبیعی است. امروزه بسیاری کشورهای عضو پیمان کنترل مهاجرت غیرقانونی و نیز ضد تروریسم، برای متقاضیان گذرنامه در همان کشور متبوع، اطلاعات فردی و اثر انگشت درون تراشه‌های درون جلد گذرنامه، ثبت و ذخیره شده تا مسافران در هنگام ورود به کشورهای مقصد، درگیر بروکراسی کنترل اثر انگشت نباشند.
از دیگر کاربردهای اثرانگشت خلق اثر هنری منحصر به فرداست که خالق و مالک ان شما هستید و این کار به کمک ساینامی به راحتی قابل انجام است.

### در شناسنامه
در شناسنامه ایرانی اثر انگشت در زیر قسمت وفات صاحب شناسنامه قرار دارد و این موضوع باعث شده که بسیاری از افراد صاحب شناسنامه تصور کنند که با ثبت اثر انگشت خود در زیر قسمت وفات، مرگ خود را از قبل تایید کرده‌اند.

## پی‌نوشت‌ها
1. ↑  https://www.newscientist.com/article/dn11887-new-fingerprint-analysis-identifies-smokers/
2. ↑  http://www.ghadirco.net/Article/Details/35%5Bپیوند+مرده%5D
3. ↑  http://hamshahrionline.ir/details/41693
4. ↑  سیمون،Suspect Identities: A history of fingerprinting and criminal identification، ۶۰–۶۱. [=صفحات کتاب]
5. ↑  Laufer, Berthold (1912). "History of the finger-print system". Smithsonian Institution Annual Report. Archived from the original on 14 October 2008. Retrieved 1 October 2014. Reprinted in"The Print [newsletter of South California Association of Fingerprint Officers]" (PDF). 16 (2). March–April 2000: 1–13. Archived from the original (PDF) on 4 October 2008. Retrieved 1 October 2014. {{cite journal}}: Cite journal requires |journal= (help)
6. ↑  Ashbaugh, David (1999). Quantitative-Qualitative Friction Ridge Analysis: An Introduction to Basic and Advanced Ridgeology. Boca Raton, Florida: CRC Press. pp. 11–19. ISBN 0-8493-7007-8.
7. ↑  Åström, Paul (2007). "The study of ancient fingerprints" (PDF). Journal of Ancient Fingerprints (1): 2–3. Archived from the original (PDF) on 4 October 2008. Retrieved 1 October 2014.
8. ↑  Åström, Paul; Eriksson, Sven A. (1980). "Fingerprints and Archaeology". Studies in Mediterranean Archaeology series. Göteborg, Sweden: Paul Åströms Förlag. 28.
9. ↑  "Finger prints found on pottery". Archived from the original on 13 February 2010. Retrieved 1 October 2014.
10. ↑  چرا ما انسان‌ها اثر انگشت داریم؟ خبرآنلاین
11. ↑  «انگشت نگاری برای متقاضیان ویزای شنگن». سفارت آلمان در تهران. بایگانی‌شده از اصلی در ۶ اکتبر ۲۰۱۴.
12. ↑  «ثبت اثر انگشت برای ورود به فنلاند».
13. ↑  «ایران اعلام کرده‌است که بر اساس "اصل اقدام متقابل" اتباع امارات متحده عربی را در هنگام ورود به این کشور انگشت نگاری می‌کند». بی‌بی‌سی.
14. ↑  «بررسی طرح انگشت نگاری از مسئولان اروپایی هنگام ورود به ایران». خبری‌تحلیلی الف.
15. ↑  «Fingerprints needed for £77 passports». DailyMailUK.
16. ↑  «اثر انگشت در صفحه آخر شناسنامه چه دلیلی دارد؟ | بنیاد وکلا». www.bonyadvokala.com. ۲۰۲۰-۰۲-۱۵. دریافت‌شده در ۲۰۲۴-۰۲-۱۰.